# Svenskarna och deras fäder – de senaste 11 000 åren
Svenskarna och deras fäder – de senaste 11 000 åren är fackbok av Karin Bojs och Peter Sjölund utgiven 2016. Det är en populärvetenskaplig bok som handlar om släktforskning med hjälp av DNA och svenskarnas förfäder.